# 介護職員基礎研修
介護職員基礎研修（かいごしょくいんきそけんしゅう）は、高齢化が進み介護職に従事する人材を確保する必要がある中、介護職員の専門性を高めることが必要であることから、施設、在宅を問わず介護職員として介護サービスに従事する職員の共通研修として、平成18年度に創設された。
尚、当研修は厚生労働省による介護職員の研修体系見直しに伴い2012年度末で廃止され、『訪問介護員1級養成研修』と共に、改正社会福祉士及び介護福祉士法で導入される『実務者研修』に一本化される。